# Tour de France 1910
Le Tour de France 1910, 8e édition du Tour de France, s'est déroulé du 3 juillet au 31 juillet 1910 sur 15 étapes pour 4 737 km.
Le Tour explore la haute-montagne dans les Pyrénées avec notamment l'ascension de 4 cols lors de la 9e étape. Au total, le parcours du Tour de France 1910 franchit onze cols. Octave Lapize est particulièrement brillant sur les routes de montagne. Ayant mis pied à terre pour franchir le sommet de l'Aubisque, il aurait crié aux organisateurs « Vous êtes des assassins ! ».
Le duel entre François Faber et Octave Lapize, tous deux coéquipiers au sein de l'équipe « Alcyon », tient le public en haleine jusqu'à la dernière étape. Finalement, Lapize l'emporte avec 63 points, contre 67 pour Faber. Le classement général se fait toujours aux points et pas au temps. À signaler qu'au temps, Lapize possède 52 minutes d'avance sur Faber à Paris. Sa moyenne finale est de 28,680 km/h.

## Changements par rapport au Tour précédent

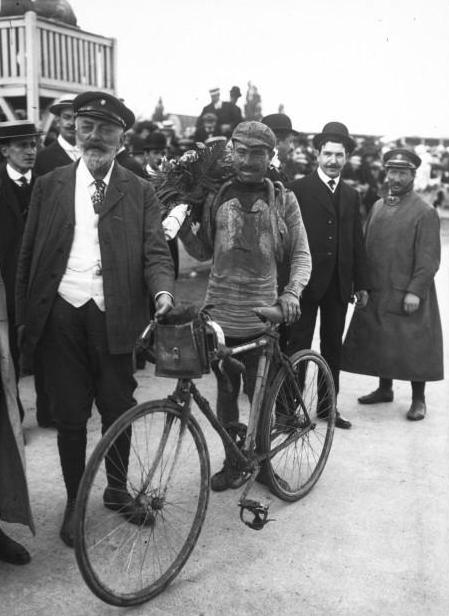
Octave Lapize, au Parc des Princes à Paris, après sa victoire sur le Tour

Les parcours du Tour de France en 1907, 1908 et 1909 étaient presque identiques. En 1910, les Pyrénées sont ajoutés, une initiative d'Alphonse Steinès, qui avait tracé le parcours pour le Tour de France depuis le premier Tour en 1903. Par rapport aux Tours de 1907, 1908 et 1909, les étapes Nîmes-Toulouse et Toulouse-Bayonne sont remplacées par trois étapes, Nîmes-Perpignan, Perpignan-Luchon et Luchon-Bayonne. L'organisateur du Tour Henri Desgrange refuse dans un premier temps l'inclusion des Pyrénées, mais cède par la suite et décide d'envoyer Steinès en repérage dans les Pyrénées pour voir s'il est possible de faire passer les coureurs dans les montagnes. Steinès rencontre beaucoup de difficultés. Il s'y rend le 27 janvier 1910 et demande à un aubergiste des indications sur le Tourmalet. L'aubergiste répond qu'il est à peine praticable en juillet, mais pratiquement impossible en janvier. Steinès loue une voiture malgré tout et grimpe le col. Près du sommet, il y a tellement de neige que la voiture doit s'arrêter, et il doit continuer à pied. Steinès qui marche pendant la nuit, tombe dans un ravin. À 3 heures du matin, il est retrouvé par une équipe de recherche. Il lui est rapidement offert de la nourriture et un bain chaud. Le lendemain matin, il envoie un télégramme positif à Desgrange : « Passé Tourmalet. Très bonne route. Parfaitement praticable. Steines »,. Quand il est annoncé que les Pyrénées sont au programme de la course, 136 cyclistes sont inscrits pour la course. Après cette nouvelle, 26 cyclistes se retirent de la liste de départ. D'autres journaux ont décrit le parcours du Tour comme « dangereux » et « bizarre ».
Autre nouveauté en 1910, la création de voiture-balai. Elle est alors destinée, non pas à récupérer les coureurs abandonnant, mais plutôt à vérifier que les retardataires rentrent bien par leurs propres moyens. C'est une réaction des organisateurs du Tour à la critique des cyclistes sur la difficulté du parcours en montagne. Lors de la dixième étape, qui compte plusieurs cols pyrénéens, aucun coureur n'est disqualifié, même ceux qui ont terminé la course dans la voiture-balai. Ils peuvent donc prendre part aux étapes suivantes,.
Pour la première fois, cinq coureurs : Lucien Petit-Breton, Maurice Brocco, Henri Cornet, Charles Pavese et Jean Alavoine utilisent le changement de vitesse.
Ce qui ne change pas est le système de points. Un cycliste reçoit des points en fonction de son classement. Comme en 1909, le système de points est "nettoyé" deux fois : après les 9e et 14e étapes. Les cyclistes qui ont abandonné la course sont retirés du classement des étapes précédentes, et le classement est recalculé sans eux.

## Équipes participantes
Outre « Alcyon » qui va dominer l'épreuve, seules deux autres équipes s'alignent : les Français de « Le Globe » et les Italiens de « Legnano ». Ainsi, 30 coureurs sont groupés en équipes contre 80 coureurs dits isolés, sans équipe.
- Alcyon-Dunlop
- Le Globe
- Legnano
- Individuel

## Déroulement de la course
Le départ du Tour a lieu au pont de la Jatte ; l'arrivée finale se juge au Parc des Princes. Le parcours n'est toutefois pas le même que l'année précédente avec une étape supplémentaire.
La première étape, disputée entre Paris et Roubaix, est remportée par Charles Crupelandt. Lors de la deuxième étape, le tenant du titre François Faber est le plus fort. Il gagne l'étape et prend la tête du classement.
Lors du premier jour de repos à Nice entre les 6e et 7e étapes, le coureur « isolé » Adolphe Hélière de Rennes est frappé de congestion en prenant un bain de mer, il meurt à l'hôtel. Il est la première victime du Tour de France,,,. Dans la neuvième étape, quatre cols sont gravis, et Desgrange s'aperçoit alors ô combien il est difficile pour les coureurs de monter au sommet des cols. La dixième étape comprend également plusieurs cols des Pyrénées. Sous pression et fatigué, Desgrange quitte la course et fait de Victor Breyer le nouveau directeur de l'épreuve,. Dans cette dixième étape, le Tourmalet est escaladé, le point culminant du Tour de France 1910. Octave Lapize atteint le sommet en tête, suivi de Gustave Garrigou. Garrigou est le seul à atteindre le sommet sans descendre de son vélo. Il reçoit une prime de 100 francs pour cet exploit. La montée suivante est l'Aubisque. Lapize lutte contre la pente et c'est le coureur régional François Lafourcade qui mène la course. Les organisateurs placés dans la voiture de tête se font dépasser par Lafourcade. Ils ne le reconnaissent pas, et quand ils s'aperçoivent de qui il s'agit, ils sont surpris qu'un coureur aussi inconnu ait pu dépasser tous les favoris. Quand Lapize double à son tour la voiture de l'organisateur, il leur crie : « Vous êtes des assassins ! Oui, des assassins ! », et annonce qu'il abandonnerait pendant la descente. Dans la descente, il retrouve sa force et parvient à rattraper Lafourcade, et même à gagner l'étape,.
Après la 12e étape, Faber mène la course d'un seul point. Dans l'étape menant à Brest, Faber crève et Lapize prend la tête, aidé par Gustave Garrigou.
Lors de la 14e étape, Faber attaque presque dès le départ dans ce qui peut être sa dernière chance de remporter le Tour de France. Il semble avoir une chance, jusqu'à ce qu'un pneu à plat lui fasse perdre du temps, puis voit Lapize revenir sur lui, à nouveau aidé par Garrigou. Ce qui provoque la colère de Faber, persuadé qu'à armes égales, il aurait fini par gagner. Lapize améliore son avance en remportant l'étape et en possédant une marge de six points avant la dernière étape. Dans cette dernière étape, c'est Lapize qui est victime d'une crevaison, peu après le départ. Faber part loin devant avec trois coureurs dont Ernest Paul son demi-frère. Mais la crevaison de ce dernier annule tous les espoirs de Faber qui devance tout de même Lapize de deux places. Le Tour de France 1910 est donc remporté par Lapize pour quatre points.

## Résultats

### Les étapes
| Étape,    | Date       | Villes étapes                      |                   | Distance (km) | Vainqueur d’étape  | Leader du classement général |
| --------- | ---------- | ---------------------------------- | ----------------- | ------------- | ------------------ | ---------------------------- |
| 1re étape | 3 juillet  | Paris - Pont de la Jatte – Roubaix | Étape de plaine   | 272           | Charles Crupelandt | Charles Crupelandt           |
| 2e étape  | 5 juillet  | Roubaix – Metz (ALL)               | Étape de plaine   | 398           | François Faber     | François Faber               |
| 3e étape  | 7 juillet  | Metz (ALL) – Belfort               | Étape de montagne | 259           | Émile Georget      | François Faber               |
| 4e étape  | 9 juillet  | Belfort – Lyon                     | Étape de montagne | 309           | François Faber     | François Faber               |
| 5e étape  | 11 juillet | Lyon – Grenoble                    | Étape de montagne | 311           | Octave Lapize      | François Faber               |
| 6e étape  | 13 juillet | Grenoble – Nice                    | Étape de montagne | 345           | Julien Maitron     | François Faber               |
| 7e étape  | 15 juillet | Nice – Nîmes                       | Étape de plaine   | 345           | François Faber     | François Faber               |
| 8e étape  | 17 juillet | Nîmes – Perpignan                  | Étape de plaine   | 216           | Georges Paulmier   | François Faber               |
| 9e étape  | 19 juillet | Perpignan – Luchon                 | Étape de montagne | 289           | Octave Lapize      | François Faber               |
| 10e étape | 21 juillet | Luchon – Bayonne                   | Étape de montagne | 326           | Octave Lapize      | François Faber               |
| 11e étape | 23 juillet | Bayonne – Bordeaux                 | Étape de plaine   | 269           | Ernest Paul        | François Faber               |
| 12e étape | 25 juillet | Bordeaux – Nantes                  | Étape de plaine   | 391           | Louis Trousselier  | François Faber               |
| 13e étape | 27 juillet | Nantes – Brest                     | Étape de plaine   | 321           | Gustave Garrigou   | Octave Lapize                |
| 14e étape | 29 juillet | Brest – Caen                       | Étape de plaine   | 424           | Octave Lapize      | Octave Lapize                |
| 15e étape | 31 juillet | Caen – Paris - Parc des Princes    | Étape de plaine   | 262           | Ernesto Azzini     | Octave Lapize                |

Note : en 1910, il n'y a aucune distinction entre les étapes de plaine ou de montagne ; les icônes indiquent simplement la présence ou non d'ascensions durant l'étape.

### Classement général

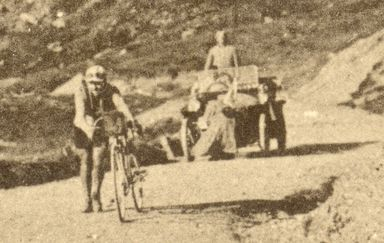
Octave Lapize, vainqueur du Tour de France 1910, grimpant le Tourmalet à pied.

| Classement général final | Classement général final | Classement général final | Classement général final | Classement général final |
| ------------------------ | ------------------------ | ------------------------ | ------------------------ | ------------------------ |
|                          | Coureur                  | Pays                     | Équipe                   | Point(s)                 |
| 1er                      | Octave Lapize            | France                   | Alcyon                   | 63 points                |
| 2e                       | François Faber           | Luxembourg               | Alcyon                   | 67 pts                   |
| 3e                       | Gustave Garrigou         | France                   | Alcyon                   | 86 pts                   |
| 4e                       | Cyrille Van Hauwaert     | Belgique                 | Alcyon                   | 97 pts                   |
| 5e                       | Charles Cruchon          | France                   | —                        | 119 pts                  |
| 6e                       | Charles Crupelandt       | France                   | Le Globe                 | 148 pts                  |
| 7e                       | Ernest Paul              | France                   | —                        | 154 pts                  |
| 8e                       | André Blaise             | Belgique                 | Alcyon                   | 166 pts                  |
| 9e                       | Julien Maitron           | France                   | Le Globe                 | 171 pts                  |
| 10e                      | Aldo Bettini (it)        | Italie                   | Alcyon                   | 175 pts                  |
| modifier                 |                          |                          |                          |                          |

| Classement général final (places 11 à 41) | Classement général final (places 11 à 41) | Classement général final (places 11 à 41) | Classement général final (places 11 à 41) |
| Rang                                      | Coureur                                   | Sponsor                                   | Points                                    |
| ----------------------------------------- | ----------------------------------------- | ----------------------------------------- | ----------------------------------------- |
| 11                                        | Pierino Albini                            | Legnano                                   | 176                                       |
| 12                                        | Georges Paulmier                          | Le Globe                                  | 182                                       |
| 13                                        | Ernesto Azzini                            | Legnano                                   | 194                                       |
| 14                                        | François Lafourcade                       | Legnano                                   | 205                                       |
| 15                                        | Henri Cornet                              | Le Globe                                  | 215                                       |
| 16                                        | Jules Deloffre                            | Le Globe                                  | 216                                       |
| 17                                        | Constant Ménager                          | Legnano                                   | 219                                       |
| 18                                        | Luigi Azzini (it)                         | Legnano                                   | 220                                       |
| 19                                        | Augustin Ringeval                         | –                                         | 243                                       |
| 20                                        | Frédéric Saillot                          | Le Globe                                  | 257                                       |
| 21                                        | Maurice Pardon                            | –                                         | 316                                       |
| 22                                        | Joseph Leblanc                            | –                                         | 346                                       |
| 23                                        | Georges Fleury                            | –                                         | 357                                       |
| 24                                        | José María Javierre (an)                  | –                                         | 381                                       |
| 25                                        | François Riou                             | –                                         | 398                                       |
| 26                                        | Auguste Guyon                             | –                                         | 402                                       |
| 27                                        | Jean Bouillet                             | –                                         | 406                                       |
| 28                                        | Lucien Pothier                            | –                                         | 410                                       |
| 29                                        | Maurice Decaup                            | Legnano                                   | 428                                       |
| 30                                        | Lucien Leman                              | –                                         | 433                                       |
| 31                                        | Gabriel Mathonat                          | –                                         | 443                                       |
| 32                                        | Robert Chopard                            | –                                         | 447                                       |
| 33                                        | Pietro Ghislotti                          | –                                         | 592                                       |
| 34                                        | Lucien Rocquebert (en)                    | –                                         | 502                                       |
| 35                                        | Georges Cauvry                            | –                                         | 510                                       |
| 36                                        | Camille Bière (en)                        | –                                         | 519                                       |
| 37                                        | Auguste Dufour (en)                       | –                                         | 525                                       |
| 38                                        | Louis Jouin                               | –                                         | 532                                       |
| 39                                        | René Chaudé                               | –                                         | 549                                       |
| 40                                        | Louis Picard                              | –                                         | 568                                       |
| 41                                        | Constant Collet (en)                      | –                                         | 580                                       |

### Autres classements
Charles Cruchon, cinquième, est le vainqueur de la catégorie « indépendant ».
L'Auto nomme Octave Lapize meilleur grimpeur. Ce titre qui n'est pas officiel est le précurseur du Grand Prix de la montagne.

## Liste des participants

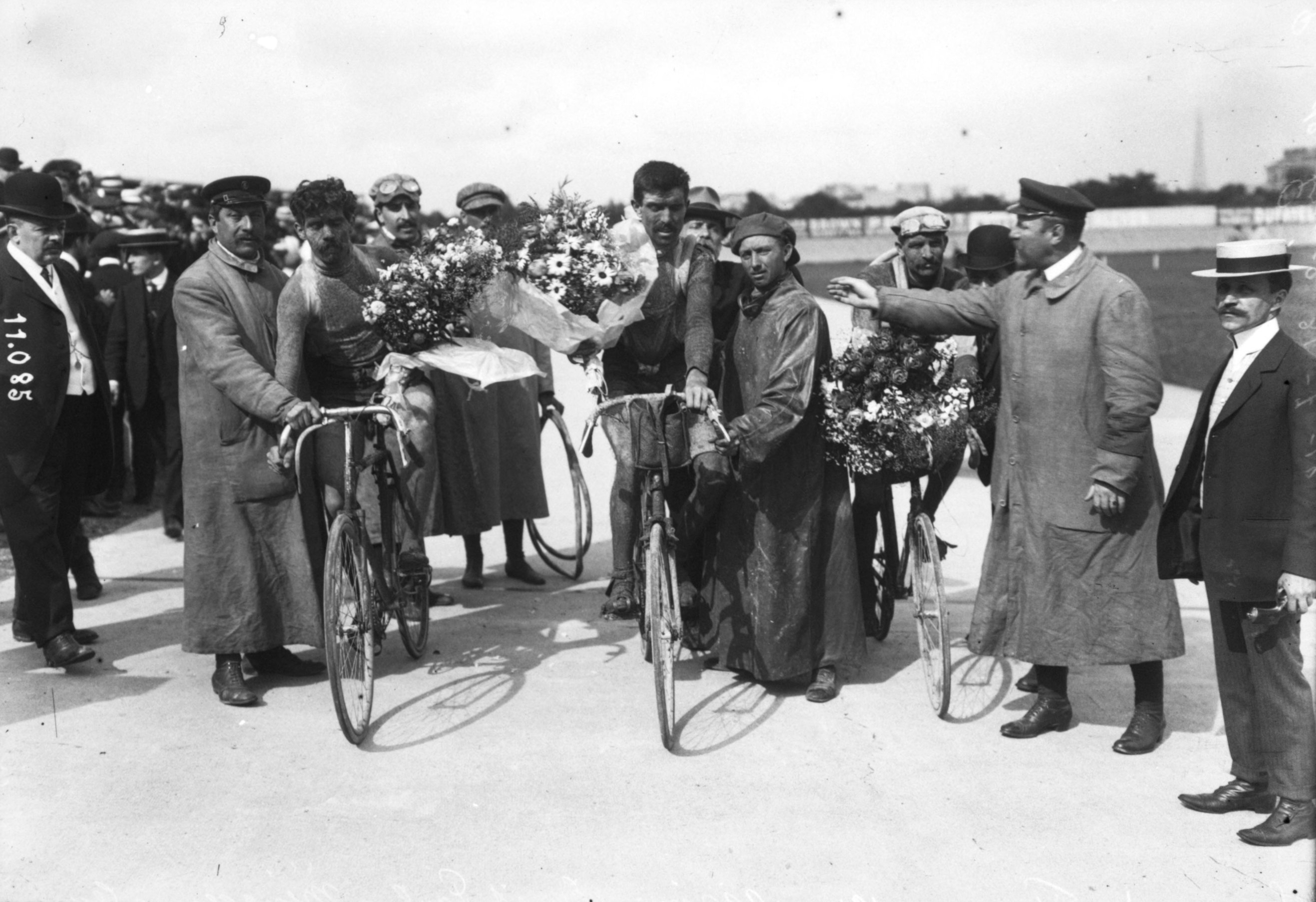
Arrivée du Tour de France de 1910 des cyclites : Constant Ménager, Azziniet de Ernest Paul

Jusqu'en 1909, bien que certains cyclistes soient inscrits au Tour avec un sponsor, ils sont toujours considérés comme courant individuellement. En 1910,nt pour la première fois en équipe.
Les coureurs ne sont pas très enthousiastes à propos de l'ajout des Pyrénées au parcours et il y a moins de participants : 110 au lieu de 150 en 1909. Il y a trois équipes au départ avec 10 cyclistes chacune, y compris tous les favoris pour la victoire globale : Alcyon, Le Globe et Legnano. L'équipe La Française a décidé de ne pas participer, mais a autorisé ses coureurs à rouler pour l'équipe italienne de Legnano. Les 80 autres cyclistes ont roulé en tant qu'individuel, au sein de la catégorie « isolés ».
| Légende | Légende                                                                    | Légende | Légende                                                    |
| ------- | -------------------------------------------------------------------------- | ------- | ---------------------------------------------------------- |
| Num     | Dossard de départ porté par le coureur sur ce Tour                         | Pos     | Position à l'arrivée de la course                          |
|         | Indique un maillot de champion national ou mondial, suivi de sa spécialité | NP      | Indique un coureur qui n'a pas pris le départ de la course |
| AB      | Indique un coureur qui n'a pas terminé la course                           | HD      | Indique un coureur qui a terminé la course hors des délais |

| Alcyon | Alcyon                     | Alcyon |
| ------ | -------------------------- | ------ |
| Num    | Coureur                    | Pos    |
| 1      | François Faber (LUX)       | 2e     |
| 2      | Gustave Garrigou (FRA)     | 3e     |
| 3      | Louis Trousselier (FRA)    | AB-14  |
| 4      | Octave Lapize (FRA)        | 1er    |
| 5      | André Blaise (BEL)         | 8e     |
| 6      | Cyrille Van Hauwaert (BEL) | 4e     |
| 7      | Marcel Godivier (FRA)      | AB-14  |
| 8      | Georges Cadolle (FRA)      | AB-1   |
| 9      | Édouard Léonard (FRA)      | AB-5   |
| 10     | Aldo Bettini (it) (ITA)    | 10e    |

| Legnano | Legnano                        | Legnano |
| ------- | ------------------------------ | ------- |
| Num     | Coureur                        | Pos     |
| 11      | Lucien Petit-Breton (FRA)      | AB-7    |
| 12      | Maurice Brocco (FRA)           | AB-6    |
| 13      | Jean-Baptiste Dortignacq (FRA) | AB-9    |
| 14      | Maurice Decaup (FRA)           | 29e     |
| 15      | Émile Georget (FRA)            | AB-12   |
| 16      | Constant Ménager (FRA)         | 18e     |
| 17      | Pierino Albini (ITA)           | 11e     |
| 18      | Ernesto Azzini (ITA)           | 13e     |
| 19      | Luigi Azzini (ITA)             | 17e     |
| 20      | Lauro Bordin (ITA)             | AB-7    |

| Le Globe | Le Globe                 | Le Globe |
| -------- | ------------------------ | -------- |
| Num      | Coureur                  | Pos      |
| 21       | Omer Beaugendre (FRA)    | AB-5     |
| 22       | Henri Cornet (FRA)       | 16e      |
| 23       | Georges Paulmier (FRA)   | 12e      |
| 24       | Alphonse Charpiot (FRA)  | AB-5     |
| 25       | Julien Maitron (FRA)     | 9e       |
| 26       | Léon Lannoy (FRA)        | AB-14    |
| 27       | Jules Deloffre (FRA)     | 15e      |
| 28       | Frédéric Saillot (FRA)   | 20e      |
| 29       | Charles Crupelandt (FRA) | 6e       |
| 30       | Maurice Loit (FRA)       | AB-3     |

| Coureurs isolés | Coureurs isolés                | Coureurs isolés |
| --------------- | ------------------------------ | --------------- |
| Num             | Coureur                        | Pos             |
| 101             | Louis Bonino (FRA)             | AB-1            |
| 102             | Joseph Leblanc (FRA)           | 22e             |
| 103             | Augustin Ringeval (FRA)        | 19e             |
| 104             | Paul Amiot (FRA)               | AB-10           |
| 105             | Noël Combelles (FRA)           | AB-10           |
| 106             | Fernand Chaalon (FRA)          | NP-1            |
| 107             | René Fleury (FRA)              | NP-1            |
| 108             | Jean-Baptiste Vaneste (FRA)    | NP-1            |
| 109             | Lucien Roquebert (FRA)         | 34e             |
| 110             | Charles Pavese (FRA)           | AB-3            |
| 111             | François Lafourcade (FRA)      | 14e             |
| 112             | Lucien Leman (FRA)             | 30e             |
| 113             | Charles Cruchon (FRA)          | 5e              |
| 114             | Louis Faudon (FRA)             | AB-3            |
| 115             | Émile Lambœuf (FRA)            | AB-3            |
| 116             | Eugène Leroy (FRA)             | AB-10           |
| 117             | Robert Lecointe (FRA)          | NP-1            |
| 118             | Ernest Paul (FRA)              | 7e              |
| 119             | Pierre Privat (FRA)            | AB-9            |
| 120             | Paul Coppens (FRA)             | AB-2            |
| 121             | Émile Lachaise (FRA)           | NP-1            |
| 122             | Pierre Bordigoni (FRA)         | AB-3            |
| 123             | Gabriel Mathonat (FRA)         | 31e             |
| 124             | Paul Deman (FRA)               | NP-1            |
| 125             | José María Javierre (an) (ESP) | 24e             |
| 126             | Louis Picard (FRA)             | 40e             |
| 127             | Robert Charpentier (FRA)       | AB-4            |
| 128             | Jean Riou (FRA)                | 25e             |
| 129             | Georges Fleury (FRA)           | 23e             |
| 130             | Eugène Forestier (FRA)         | NP-1            |
| 131             | Émile Lamy (FRA)               | AB-5            |
| 132             | Honoré Genin (FRA)             | NP-1            |
| 133             | Raphaël Galiero (FRA)          | AB-7            |
| 134             | Paul Boillat (SUI)             | AB-4            |
| 135             | Eugène Merville (FRA)          | AB-1            |
| 136             | Guillaume Combes (FRA)         | NP-1            |

| Coureurs isolés (suite) | Coureurs isolés (suite)  | Coureurs isolés (suite) |
| ----------------------- | ------------------------ | ----------------------- |
| Num                     | Coureur                  | Pos                     |
| 137                     | Léon Boos (FRA)          | NP-1                    |
| 138                     | Achille Viollet (FRA)    | AB-3                    |
| 139                     | Émile Abbeg (FRA)        | AB-4                    |
| 140                     | Charles Santarelli (FRA) | NP-1                    |
| 141                     | Louis Jouin (FRA)        | 38e                     |
| 142                     | Frédéric Vaillant (FRA)  | AB-3                    |
| 143                     | Henri Ory (FRA)          | AB-10                   |
| 144                     | Georges Devilly (FRA)    | AB-5                    |
| 145                     | Auguste Dufour (FRA)     | 37e                     |
| 146                     | Eugène Moura (FRA)       | AB-7                    |
| 147                     | René Chaude (FRA)        | 39e                     |
| 148                     | Pierre Le Floch (FRA)    | AB-1                    |
| 149                     | Pierre Desvages (FRA)    | AB-5                    |
| 150                     | Pietro Ghislotti (ITA)   | 33e                     |
| 151                     | Albert Cognat (FRA)      | AB-14                   |
| 152                     | Alfred Faure (FRA)       | NP-1                    |
| 153                     | Émile Godard (FRA)       | AB-10                   |
| 154                     | Pierre Delplace (FRA)    | AB-1                    |
| 155                     | Vicente Blanco (ITA)     | AB-1                    |
| 156                     | Henri Pépin (FRA)        | NP-1                    |
| 157                     | Charles Clodi (FRA)      | AB-3                    |
| 158                     | Albert Baudet (FRA)      | AB-10                   |
| 159                     | Amédée Dutiron (FRA)     | AB-3                    |
| 160                     | Henri Alavoine (FRA)     | AB-10                   |
| 161                     | Georges Wagner (SUI)     | AB-4                    |
| 162                     | Adrien Melaye (FRA)      | AB-3                    |
| 163                     | Constant Collet (FRA)    | 41e                     |
| 164                     | Jean Perruca (SUI)       | AB-10                   |
| 165                     | Ferdinand Payan (FRA)    | NP-1                    |
| 166                     | Louis Pennequin (FRA)    | AB-10                   |
| 167                     | François Picolot (FRA)   | AB-9                    |
| 168                     | Robert Jeannet (FRA)     | AB-1                    |
| 169                     | Émile Besnier (FRA)      | AB-10                   |
| 170                     | Raoul Tainon (FRA)       | NP-1                    |
| 171                     | Albert Guillot (FRA)     | AB-1                    |
| 172                     | Jules Defrance (FRA)     | AB-2                    |

| Coureurs isolés (suite) | Coureurs isolés (suite)           | Coureurs isolés (suite) |
| ----------------------- | --------------------------------- | ----------------------- |
| Num                     | Coureur                           | Pos                     |
| 173                     | Mrius Chapelet (FRA)              | NP-1                    |
| 174                     | Adrien Heloin (FRA)               | AB-7                    |
| 175                     | Edmond Héliot (FRA)               | AB-3                    |
| 176                     | Georges Pasquier (FRA)            | AB-3                    |
| 177                     | Jean Bouillet (FRA)               | 27e                     |
| 178                     | Félix Bernard (FRA)               | NP-1                    |
| 179                     | Célestin Guillermoz (FRA)         | AB-3                    |
| 180                     | Paul Naboulet (FRA)               | NP-1                    |
| 181                     | Georges Pasquier (FRA)            | NP-1                    |
| 182                     | André Kuhm (FRA)                  | AB-1                    |
| 183                     | Auguste Guyon (FRA)               | 26e                     |
| 184                     | Georges Cauvry (FRA)              | 36e                     |
| 185                     | Pierre Richier (FRA)              | NP-1                    |
| 186                     | Joseph Wiringer (BEL)             | AB-10                   |
| 187                     | Philippe Pautrat (FRA)            | NP-1                    |
| 188                     | Camille Bière (FRA)               | 35e                     |
| 189                     | Robert Chopard (SUI)              | 32e                     |
| 190                     | Adolphe Hélière (FRA)             | NP-7                    |
| 191                     | Raymond Didier (FRA)              | AB-1                    |
| 192                     | Alexandre Rambaudi (FRA)          | AB-6                    |
| 193                     | François Rippelin (FRA)           | NP-1                    |
| 194                     | Maurice Pardon (FRA)              | 21e                     |
| 195                     | Auguste Denizot (FRA)             | NP-1                    |
| 196                     | Lucien Pothier (FRA)              | 28e                     |
| 197                     | Pierino Fiore (ITA)               | AB-3                    |
| 198                     | René Bartholet (FRA)              | AB-10                   |
| 199                     | Joseph Riff (FRA)                 | NP-1                    |
| 200                     | André Herbelin (FRA)              | AB-4                    |
| 201                     | Charles Dumont (FRA)              | AB-10                   |
| 202                     | Octave Doury (FRA)                | AB-3                    |
| 203                     | Jean-Baptiste Camdessoucens (FRA) | AB-7                    |
| 204                     | Léon Rabot (FRA)                  | NP-1                    |
| 205                     | Auguste Dumollard (FRA)           | NP-1                    |
| 206                     | Antony Wattelier (FRA)            | AB-9                    |